# Thanks For Leaving
Thanks For Leaving este un single semnat Alexandra Stan, lansat pe 28 aprilie 2014.

## Videoclip
Videoclipul este ultima parte din scurtmetrajul "Thanks For Leaving" prezentând un nou început ce urmează după finalul unei relații dăunătoare. 
Filmările au avut loc în câteva locații din Statele Unite ale Americii pe parcursul a 5 zile. Totul a fost realizat în colaborare cu o echipa de producție renumită din SUA în regia lui Khaled Mokhtar.
Ce spune Alexandra Stan despre videoclip: 
  “Când piesa a fost compusa, am realizat ca oamenii vor intelege prin ce am trecut si dorinta mea de a lupta pentru o viata mai frumoasa. Mi-am dorit ca “Thanks for leaving” sa fie prima piesa dupa aceasta pauza si ma bucur ca toate aceste sentimente si emotii le-am putut exprima prin piesa si videoclip”  
Videoclipul a fost încărcat pe contul oficial de YouTube al artiste pe 28 aprilie 2014, strângând peste 1.000.000 de vizualizări într-o lună.

## Performanța în topuri
Piesa debutează în Romanian Top 100 la două săptămâni de la lansarea oficială ocupând locul 71. Cea mai înaltă poziție a single-ului, locul 42 este ocupată în a doua săptămână de la debutul în top. 

## Topuri
| Grafic (2014)              | Poziția |
| -------------------------- | ------- |
| România (Romanian Top 100) | 42      |

## Lansările
| Țara    | Data            | Format           | Casă discuri |
| ------- | --------------- | ---------------- | ------------ |
| România | 28 aprilie 2014 | Digital Download | Roton        |
| Italia  | 02 mai 2014     | Digital Download | Ego Italy    |